# 京急デト11・12形電車
デト11・12形電車（デト11・12がたでんしゃ）は、1988年（昭和63年）7月に登場した京浜急行電鉄の事業用電動無蓋貨車。

## 概要
デト30形の置き換え用として1000形の廃車発生部品を活用し新造された。自動ブレーキ (AMM-R) 装備車を全廃し、ブレーキ性能を統一してATSを改良するために導入された。デト11・12の2両が在籍し、新町検車区に所属する。
当形式の登場により、電動貨車のデト30形2両（デト31・32）とト70形1両（ト71）が廃車された。限流値を引き下げたため、起動加速度は1000形より低い2.7km/h/sとなっている。

## 車体

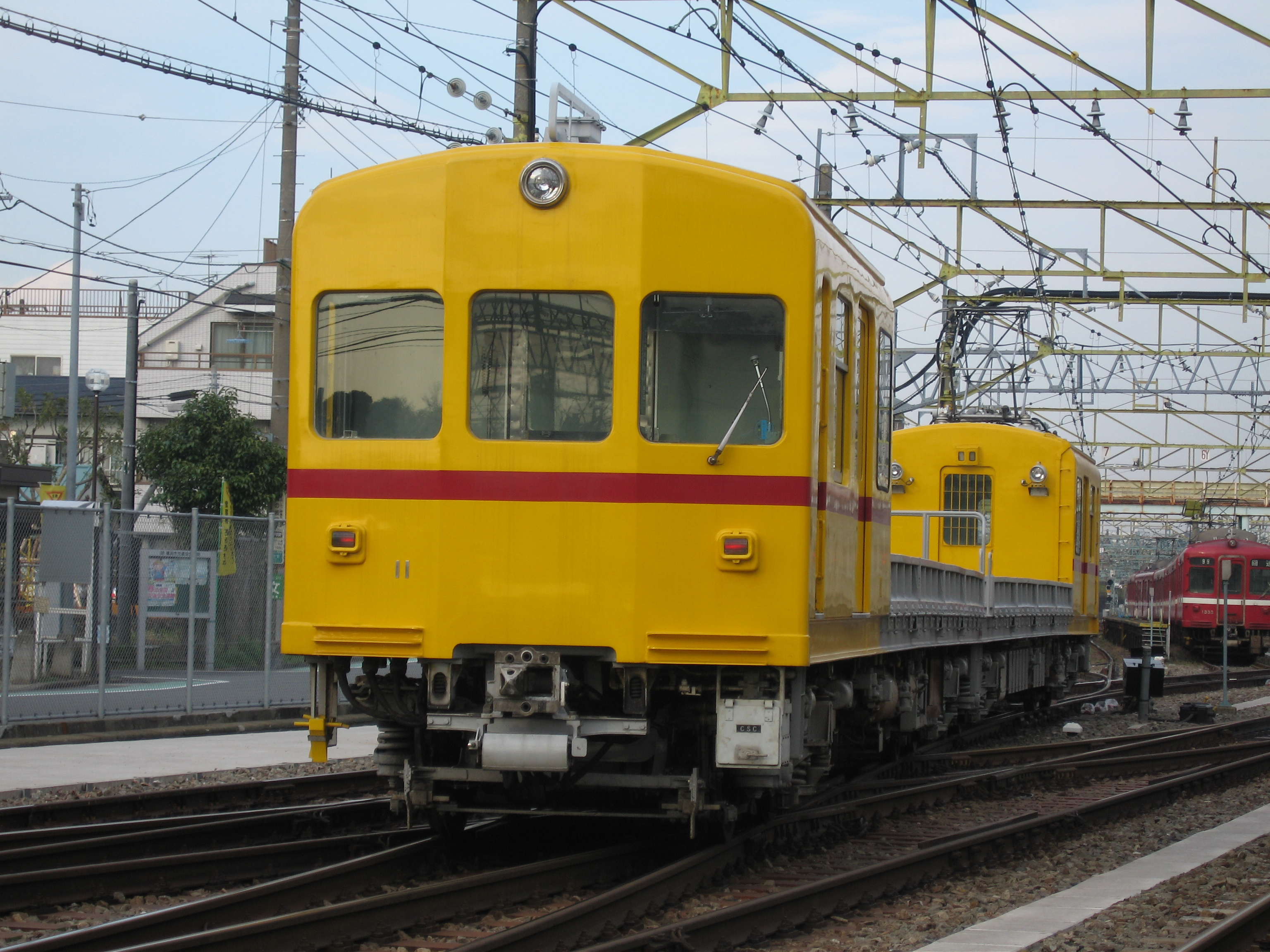
界磁チョッパ改造前のデト11・12（2008年3月31日）

重量物運搬のため魚腹式台枠を採用。前面非貫通折妻三枚窓構成の運転台、6人分の座席、窓2枚、手動式ドア1枚をもつ有蓋室がデト11形の浦賀寄り、デト12形の品川寄りに設けられた。有蓋室のドア、窓サッシなどは1000形の廃車発生品である。有蓋室は黄色に塗装され、窓下に赤い帯が巻かれる。有蓋室のない部分は荷台とされ、側面に背の低いあおり戸を設けた。あおり戸と台枠は灰色に塗装されている。有蓋室の荷台側妻面には荷台に出るための扉、投光器が設けられた。最大積載量18.0tまたは11.0立方メートル。デト11に電動発電機・空気圧縮機などの補機類と列車無線アンテナを、デト12にパンタグラフ・主制御器を搭載する。

## 主要機器
- 集電装置: 東洋電機製造製PT-43系菱形パンタグラフ
- 台車: TS-310B（東急車輛製造製、コイルばね、鋼板溶接ウイングばね式）
- 主制御器: 電動カム軸抵抗制御方式、東洋製ACDF-H875-703B
- 主電動機: 東洋製TDK-815-A（75kW）
- 駆動方式・歯車比: 中空軸撓み板式軸型継手、77:14（5.5）
- 補助電源装置: 三菱電機製 MG-131（AC 7.5kVA）
- 制動方式: 電磁直通ブレーキ（HSC-D）
- 空気圧縮機: レシプロ式（A-2）

1988年（昭和63年）廃車のデハ1095・1096の廃車発生品が活用されているが、主制御器・主電動機は予備部品を活用し、1964年（昭和39年）から1968年（昭和43年）に製造された車両と同じものとされている。

## 運用
月曜日と木曜日の週に2回、神奈川新町（新町検車区） - 金沢文庫 （金沢検車区）- 久里浜工場信号所（京急ファインテック久里浜事業所）間の資材運搬列車（配給車）として運行される。
事故等があった場合、牽引車としても使用可能。

## 改造

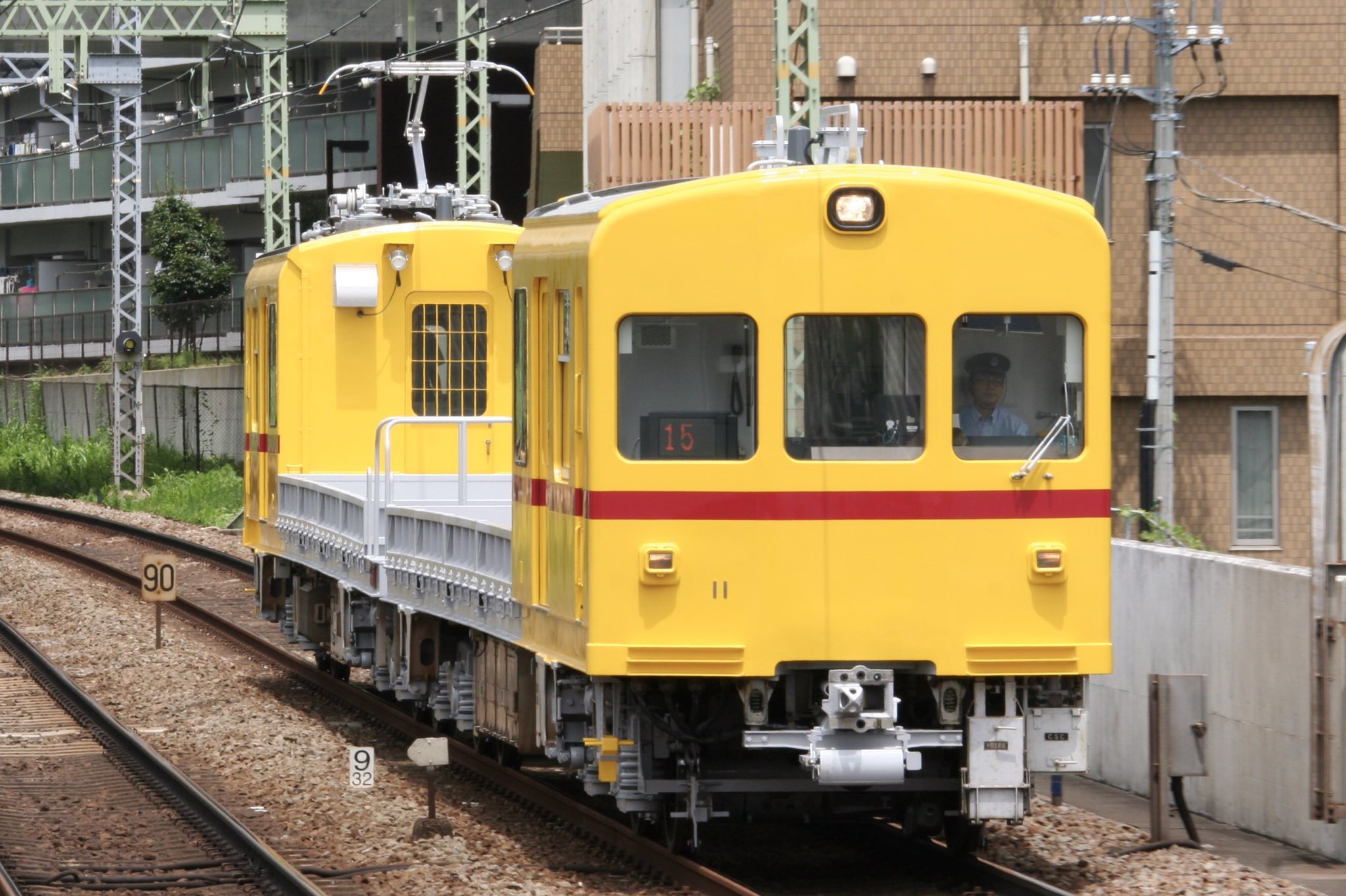
界磁チョッパ化改造後
（2018年8月9日 屏風浦駅）

2010年9月にかけて京急ファインテック久里浜事業所において以下の改造が行われ、9月28日に試運転が行われた。
- パンタグラフを菱形からシングルアーム形への交換
- 制御装置を抵抗制御から界磁チョッパ制御へ変更
- 主電動機・台車の交換（1500形VVVF化による発生品を流用）
- 制動方式をMBS-R（全電気指令式ブレーキ）へ変更
- 前照灯の交換
- LED式の列番表示機の設置